# Forchheim

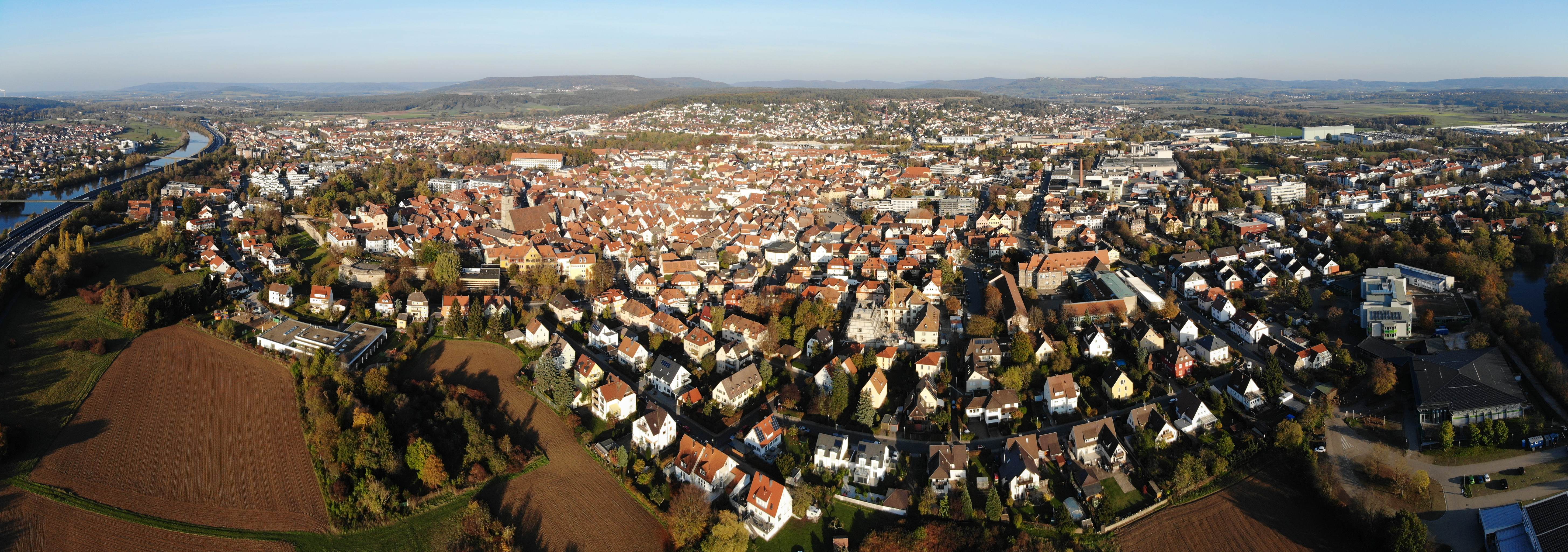
Forchheim Luftaufnahme (2019)

Forchheim ist eine fränkische Große Kreisstadt im Süden des bayerischen Regierungsbezirks Oberfranken. Die Stadt ist Sitz des Landratsamts Forchheim und mit über 34.000 Einwohnern die mit Abstand einwohnerstärkste Kommune des Landkreises. In Forchheim begann im Jahre 911 die eigenständige deutsche Geschichte durch die Wahl von Konrad I. zum ersten ostfränkischen König nach der endgültigen Fränkischen Reichsteilung. Forchheim wird „Eingangstor zur Fränkischen Schweiz“ genannt. Die Stadt liegt an der Bahnstrecke Nürnberg–Bamberg, am Main-Donau-Kanal und am Frankenschnellweg zwischen Bamberg (23 km nördlich) und Nürnberg (ca. 30 km südlich). Forchheim gehört seit April 2005 der Europäischen Metropolregion Nürnberg an.
In Forchheim befand sich ein fränkischer Königshof, der bis auf Karl Martell (ca. 690–741) zurückgehen soll. Die Stadt verfügt über einen gut erhaltenen historischen Kern, mit der „Kaiserpfalz“, dem Archäologiemuseum Oberfranken und dem Rathausplatz mit seinem Fachwerk-Ensemble.

## Herkunft des Namens Forchheim
Zu Beginn des 13. Jahrhunderts vermutete man, dass der Stadtname „Vorchheim“ sich von dem althochdeutschen Wort vorhe (für Forelle) ableitet. Dies führte zu dem sprechenden Wappen mit den beiden Forellen. Obwohl zur Zeit der Namensgebung der Forellenreichtum in den Flüssen um Forchheim sicherlich sehr groß war, gilt es inzwischen als sicher, dass sich der Stadtname vom althochdeutschen vorha (für Föhre) ableitet, also Föhrenheim bedeutet. Der Name dürfte in der Mitte des 7. Jahrhunderts entstanden sein. Damals gründeten die ersten fränkischen Zuwanderer in dieser Region zahlreiche Plansiedlungen mit dem Grundwort -heim, vor allem an Flussläufen.

## Geographie

### Lage
Forchheim liegt an der Regnitz, am Main-Donau-Kanal und an der Wiesent. Die Regnitz verlässt Forchheim in nordwestlicher Richtung und mündet bei Bischberg in den Main. Forchheim ist im Westen vom Steigerwald und im Osten von der Fränkischen Schweiz eingerahmt und liegt in einer Tallandschaft.

### Gemeindegliederung
Die Gemeinde Forchheim hat 7 Gemeindeteile (in Klammern ist der Siedlungstyp angegeben):
- Buckenhofen (Pfarrdorf)
- Burk (Pfarrdorf)
- Forchheim (Hauptort)
- Kersbach (Pfarrdorf)
- Reuth (Pfarrdorf)
- Serlbach (Dorf)
- Sigritzau (Weiler)

Es gibt die Gemarkungen Buckenhofen, Burk, Kersbach, Forchheim, Reuth und Untere Mark (nur Gemarkungsteil 0).

### Nachbargemeinden
Folgende Gemeinden grenzen an die Stadt Forchheim:
- Landkreis Forchheim: Gemeinde Eggolsheim, Gemeinde Weilersbach, Gemeinde Kirchehrenbach, Gemeinde Wiesenthau, Gemeinde Pinzberg, Gemeinde Poxdorf, Gemeinde Hausen und Gemeinde Hallerndorf
- Landkreis Erlangen-Höchstadt: Stadt Baiersdorf

### Klima
|                       | Jan  | Feb  | Mär  | Apr  | Mai  | Jun  | Jul  | Aug  | Sep  | Okt  | Nov  | Dez  |   |       |
| Mittl. Tagesmax. (°C) | 2    | 4    | 9    | 14   | 19   | 22   | 24   | 23   | 20   | 14   | 7    | 3    | ⌀ | 13,5  |
| Mittl. Tagesmin. (°C) | −4   | −3   | 0    | 3    | 7    | 11   | 12   | 12   | 9    | 5    | 1    | −2   | ⌀ | 4,3   |
|                       |      |      |      |      |      |      |      |      |      |      |      |      |   |       |
| Niederschlag (mm)     | 29,5 | 27,5 | 35,0 | 30,0 | 33,7 | 50,8 | 56,7 | 40,0 | 37,5 | 41,3 | 37,4 | 35,5 | Σ | 454,9 |
|                       |      |      |      |      |      |      |      |      |      |      |      |      |   |       |
| Regentage (d)         | 10   | 9    | 9    | 10   | 11   | 11   | 10   | 9    | 8    | 7    | 10   | 10   | Σ | 114   |

| −4 |

| −3 |

| 0 |

| 3 |

| 7 |

| 11 |

| 12 |

| 12 |

| 9 |

| 5 |

| 1 |

| −2 |

| −4 |

| −3 |

| 0 |

| 3 |

| 7 |

| 11 |

| 12 |

| 12 |

| 9 |

| 5 |

| 1 |

| −2 |

| N i e d e r s c h l a g | 29,5 | 27,5 | 35,0 | 30,0 | 33,7 | 50,8 | 56,7 | 40,0 | 37,5 | 41,3 | 37,4 | 35,5 |
|                         | Jan  | Feb  | Mär  | Apr  | Mai  | Jun  | Jul  | Aug  | Sep  | Okt  | Nov  | Dez  |

## Geschichte

### Von der Vorgeschichte bis zum 19. Jahrhundert

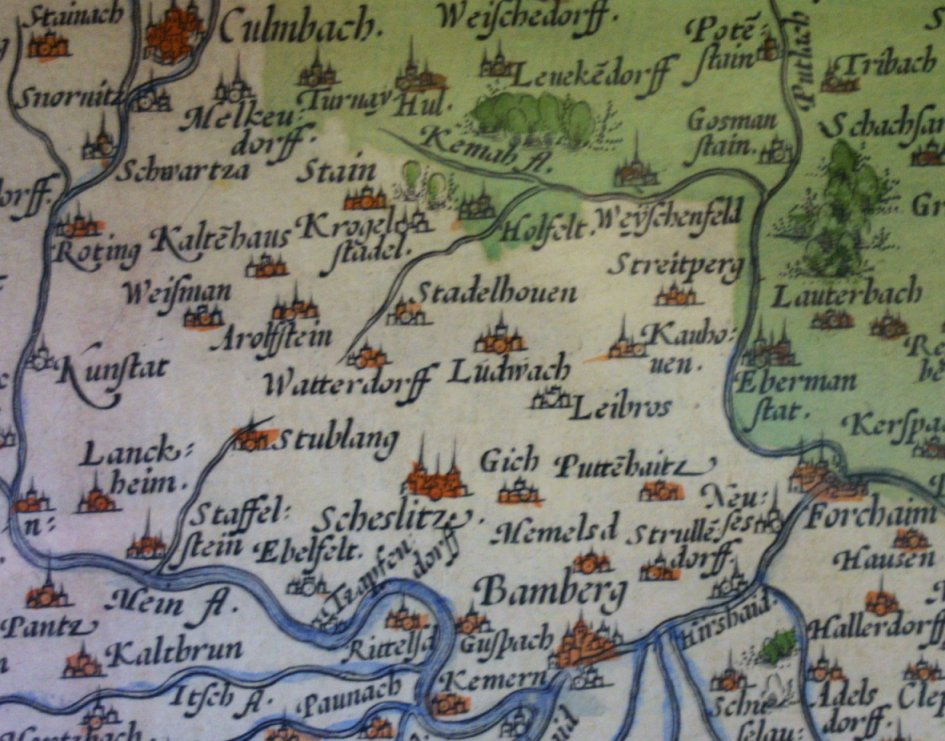
Alte Karte mit Bamberg und Forchaim (rechts) aus dem 16. Jahrhundert – nach Osten (oben) ist die Karte stark verzerrt

Die ältesten Spuren einer dauerhaften Besiedlung im Stadtgebiet Forchheims kamen 2013 bei einer Ausgrabung unter dem Klostergarten des Antonius-Klosters zutage. Neben Befunden jüngerer Zeitstellung wurden auch Scherben typischer Gefäße und Steinartefakte (Klingen, Bohrer, Mahl-, Schleif- und Klopfsteine) der Linearbandkeramischen Kultur aus der Zeit um 5000 v. Chr. gefunden. Von dieser ersten Siedlung sesshafter Bauern im Stadtgebiet führt aber keine Tradition zu den viel jüngeren frühmittelalterlichen Wurzeln Forchheims.
Im 8. und 9. Jahrhundert wurden in Forchheim ein fränkischer Königshof und eine Pfalz errichtet. Im Jahr 805 wurde die Stadt im Diedenhofener Kapitular von Karl dem Großen mit dem Namen „Foracheim“ erstmals urkundlich erwähnt. Damals war Forchheim Teil des ostfränkischen Netzes von Kontrollstationen für den Handel mit den Slawen.
Aus dieser Frühphase wurden in jüngster Zeit an zwei Stellen in der Stadt Baureste aufgefunden. Bei der Grabung im Klostergarten wurden unmittelbar östlich des heutigen Wilhelm-Kleemann-Weges Fundamente von hallenartigen hölzernen Gebäuden entdeckt, die, auf die Wiesent ausgerichtet, auf die Funktion Forchheims als Handelsplatz verweisen. Ausweislich der zahlreichen Keramikfunde war dieses karolingische Bauensemble bereits im 8. Jahrhundert, also noch vor der ersten urkundlichen Erwähnung des Ortes in Betrieb. Bei Ausgrabungen im Fundamentbereich des mittelalterlichen Rathauses wurden 2018 steinerne Fundamente des 9. bis 10. Jahrhunderts gefunden. Da in dieser Zeit nur wichtige Gebäude in Steinbauweise errichtet wurden, spricht vieles dafür, dass sich das Areal der Pfalz tatsächlich an der Stelle des heutigen Rathauses befand, zumal das Patrozinium der benachbarten Martinskirche typisch für frühe fränkische Kirchen ist.
In dieser Zeit fanden in Forchheim zahlreiche Reichstage und Fürstentage statt. Der erste Aufenthalt eines ostfränkischen Königs ist für 849 belegt. Den Höhepunkt ihrer Bedeutung hatte die Pfalz im Jahre 900, als dort am 4. Februar der erst sechsjährige Ludwig das Kind zum König gewählt und gekrönt wurde. Nach dem Tod des letzten Karolingers wurde in Forchheim am 10. November 911 Konrad I. zum ostfränkischen König gewählt.

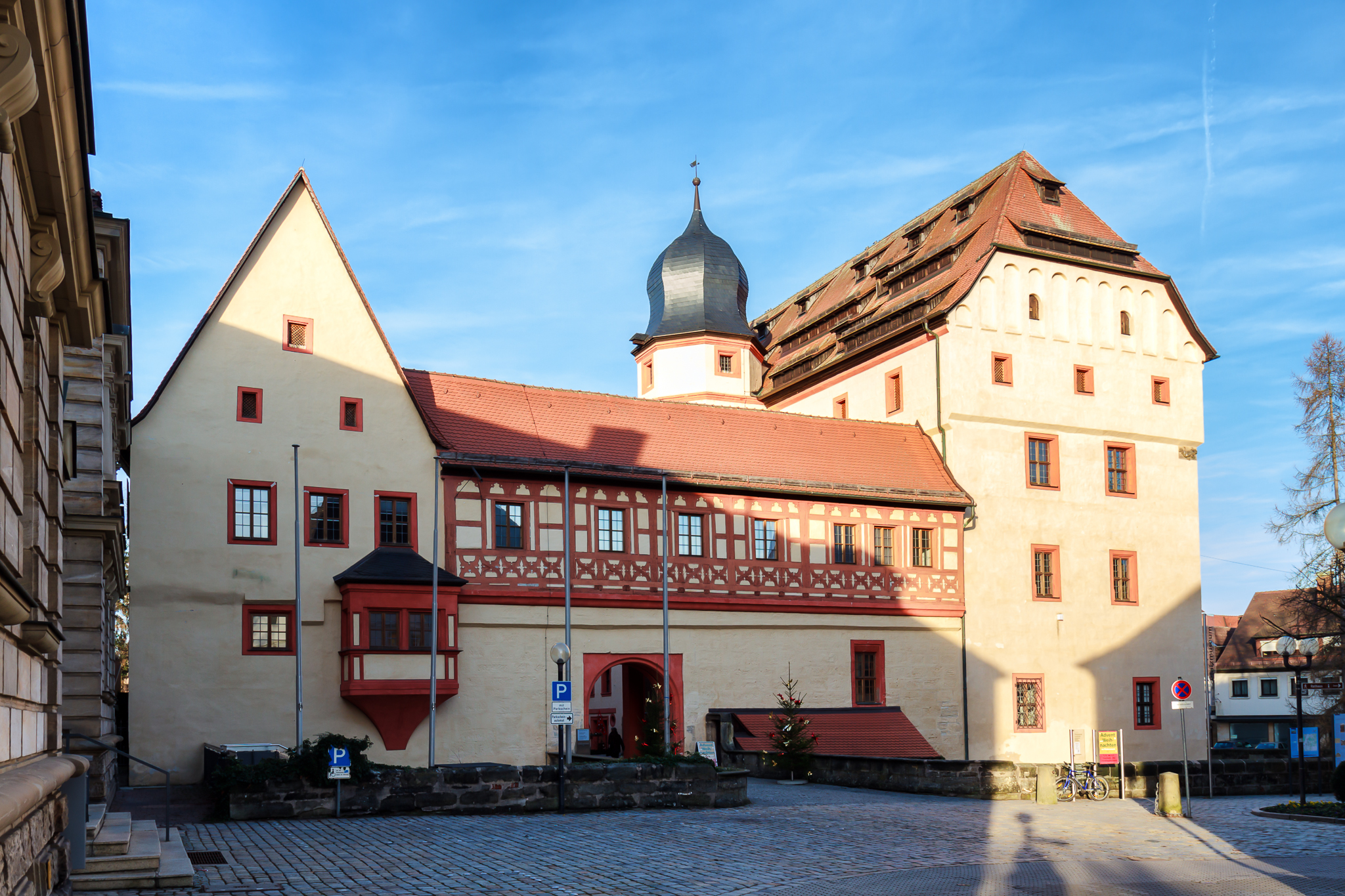
Burg Forchheim (Kaiserpfalz, 2012). Das rechte Gebäude ist der Palas des späten 14. Jahrhunderts. Der angebaute Treppenturm (Zwiebelhaube) stammt aus dem 16. Jahrhundert

Am 1. November 1007 schenkte König Heinrich II. das Königsgut Forchheim dem neuerrichteten Bistum Bamberg. 1039 jedoch stellte König Heinrich III. die Stadt wieder unter Reichsverwaltung, bevor sie am 13. Juli 1063 wieder bis zur Säkularisation 1802/03 mit dem Bistum Bamberg, das ab 1500 zum Fränkischen Reichskreis gehörte, verbunden wurde. In der Zeit Heinrichs IV. wurde am 15. März 1077 Herzog Rudolf von Rheinfelden in Forchheim als Gegenkönig gewählt (vgl. Gang nach Canossa), woraus der Stadt auf politischer Ebene vermutlich ein unheilvoller Ruf entstanden ist.
Zwischen 1200 und 1220 wurde Forchheim zur Stadt erhoben und erhielt ihr jetziges Wappen. Im späten 14. Jh. errichtete man eine Stadtburg für die Aufenthalte der Fürstbischöfe, die erst in jüngerer Zeit als Kaiserpfalz bezeichnet wurde.
In der Zeit des deutschen Bauernkriegs, der durch die immer größere Abgabenlast, die verstärkte Abhängigkeit gegenüber den Grundherren und die fortschreitende Konfiszierung von bäuerlichen Allgemeingütern ausgelöst worden war, kam es im Mai 1524 in einer der ersten Erhebungen des Kriegs zu einem Aufstand der Forchheimer Bauern. Schon bald griffen die Unruhen von Forchheim und dem anderen mittelfränkischen Unruheherd bei Poppenreuth auch auf das Umland von Ansbach über. Ob der gemeinsamen Bedrohung schlossen sich der Bischof von Bamberg und das Fürstentum Ansbach zusammen und stellten ein Heer auf, welches den Aufstand niederschlug. Im darauf folgenden Jahr musste sich der Bamberger Bischof seinerseits vorübergehend nach Forchheim zurückziehen, als sich die Bamberger Bauern gegen ihn erhoben.
Im Zweiten Markgrafenkrieg wurde Forchheim 1552 von den Truppen des Albrecht Alkibiades mit Zerstörungen erobert. Nach diesen Erfahrungen baute man die Stadt als südliche Grenzfestung des Bamberger Hochstiftes gegen die protestantischen Nachbarn, das Fürstentum Ansbach und die freie Reichsstadt Nürnberg, im neu-italienischen Stil zur Festung aus. Durch diesen Festungsausbau überstand Forchheim den Dreißigjährigen Krieg, ohne ein einziges Mal eingenommen worden zu sein. Der Bamberger Fürstbischof floh vor den Schweden mehrere Male samt Domschatz in das sichere Forchheim, das von 1632 bis 1634 mehrmals von den Schweden belagert wurde. Der Festungsausbau wurde danach noch bis weit ins 18. Jahrhundert vorangetrieben.
Am 6. September 1802 wurde die Stadt von bayerischen Truppen besetzt, dem Kurfürstentum Bayern angeschlossen und Sitz eines Landgerichts, aus dem der spätere Landkreis Forchheim entstand. 1889 wurde Forchheim eine kreisfreie Stadt.

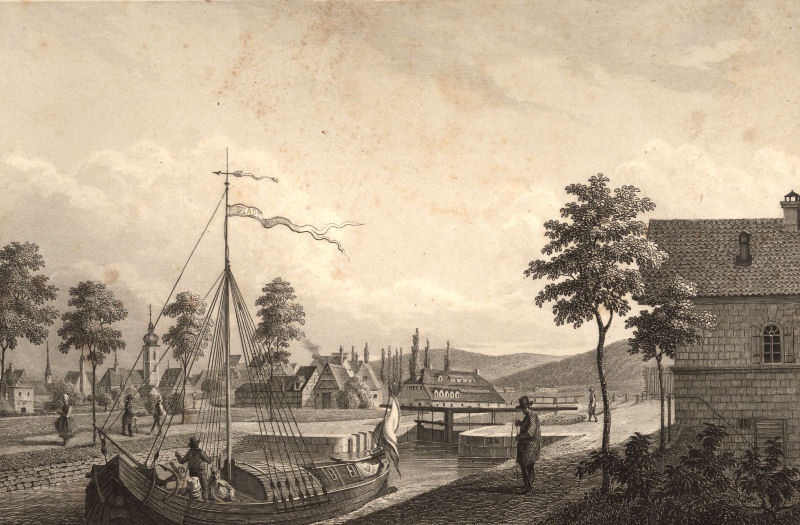
Schleuse 93 in Forchheim (1845)

In den frühen 1840er Jahren wurde Forchheim Hafenstadt, als der 1835–1846 erbaute Ludwig-Donau-Main-Kanal die Stadt erreichte.

### 20. und 21. Jahrhundert

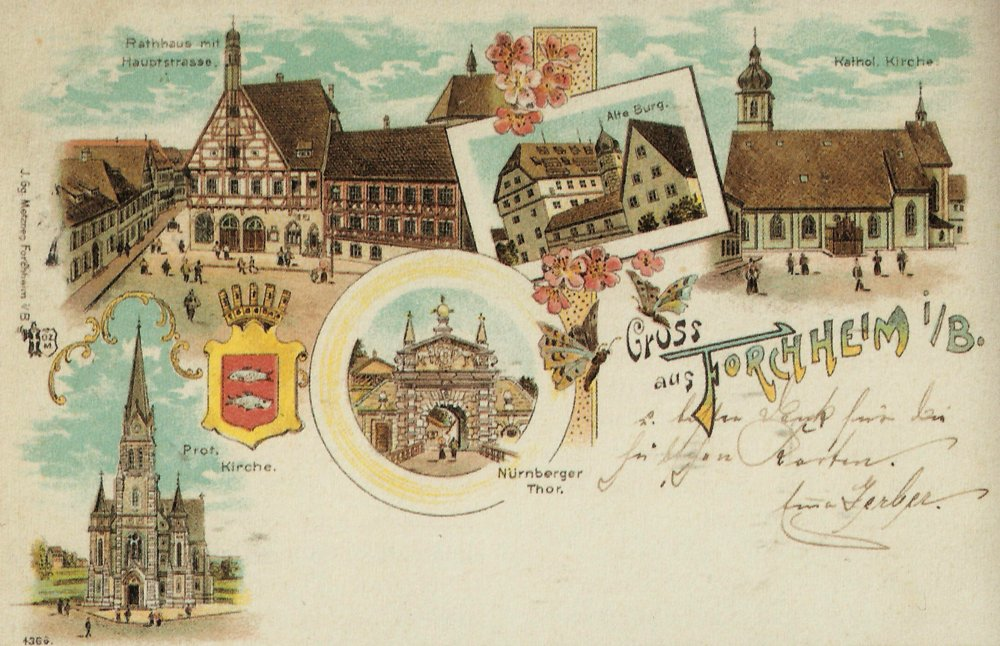
Postkarte, Stadtansichten um 1900

In der Zeit des Nationalsozialismus wurde die Synagoge der Jüdischen Gemeinde in der Wiesentstraße beim Novemberpogrom 1938 von SA-Männern geschändet und zerstört, woran ein Gedenkstein gegenüber dem ehemaligen Standort des Gotteshauses erinnert.
1937 begann in Bayern die Umwandlung der Bekenntnisschulen in Gemeinschaftsschulen. Ab dem Schuljahr 1938/39 gab es in der Stadt nur noch je eine Knaben- und eine Mädchenschule für Kinder beider christlicher Konfessionen. Der geheime „Kruzifixerlass“ des bayerischen Kultusministers Adolf Wagner vom 23. April 1941, demzufolge Kruzifixe in bayerischen Schulen „allmählich“ zu entfernen seien, sorgte hingegen für erheblichen Widerstand innerhalb der katholischen Bevölkerung. Nahezu 150 Frauen demonstrierten in Forchheim gegen den Erlass, hatten aber keinen Erfolg.
Im Jahr 1972 verlor die Stadt mit der bayerischen Gebietsreform ihre Kreisfreiheit und wurde in den Landkreis Forchheim eingegliedert.
Forchheim feierte im Jahr 2005 das 1200-jährige Jubiläum der ersten urkundlichen Erwähnung. Dazu gab die Deutsche Post eine Sonderbriefmarke zu 45 Cent aus. 2004 war die Stadt Schauplatz der Bayerischen Landesausstellung Edel und Frei. Franken im Mittelalter, die rund 200.000 Besucher hatte.

### Eingemeindungen
Zum 1. Januar 1926 wurde Serlbach aus der Gemeinde Reuth nach Forchheim umgemeindet. Am 1. Juli 1972 schloss sich Reuth freiwillig der Stadt Forchheim an. Am 1. Januar 1978 wurde die Gemeinde Kersbach eingegliedert. Am 1. Mai 1978 kamen Buckenhofen und Burk hinzu.

### Bevölkerungsentwicklung
Zu Beginn des 19. Jahrhunderts war Forchheim eine vorindustriell geprägte Kleinstadt mit etwa 3000 Einwohnern. Infolge der Industrialisierung siedelten sich viele Fabriken in der Stadt an und die Einwohnerzahl stieg, vor allem durch den Zuzug von Fabrikarbeitern, zwischen 1870 und 1910 auf knapp 10.000.
Einen zweiten stärkeren Anstieg der Einwohnerzahl erfuhr die Stadt nach dem Zweiten Weltkrieg infolge der Flucht und Vertreibung Deutscher aus Mittel- und Osteuropa 1945–1950. Im Jahr 1946 mussten 5701 Flüchtlinge und Heimatvertriebene in Forchheim untergebracht werden, bis zum 31. Dezember 1950 betrug der Anteil der Vertriebenen und Geflüchteten in der Stadt 31,35 Prozent. Zwischen den späten 1950er und frühen 1980er Jahren wurden zahlreiche vorherige Randlagen (Hänge des Kellerberges, Tal zwischen Burk und Buckenhofen, Hanglagen oberhalb der B 470) mit Einfamilienhaussiedlungen erschlossen, wodurch die Bevölkerungszahl weiter deutlich anstieg. Seit den 1990er Jahren liegt die Einwohnerzahl bei etwa 30.000.

## Politik

### Stadtrat und Oberbürgermeister
Über die Vergabe der 40 Sitze im Stadtrat entscheiden die Wahlberechtigten alle sechs Jahre.
Gemeinsam mit der Kommunalwahl am 16. März 2014 wurde auch die Oberbürgermeisterwahl (amtliche Ergebnisse in Klammern) durchgeführt. Dabei traf Amtsinhaber Franz Stumpf (49,59 %) auf drei Herausforderer. Für die SPD trat Uwe Kirschstein (20,46 %) erstmals an, während Manfred Hümmer (20,09 %) nach 2008 zum zweiten Mal für die Freien Wähler kandidierte. Die FDP war mit Sebastian Körber (9,87 %) vertreten. Damit kam es seit 1990 erstmals wieder zu einer Stichwahl, die am 31. März 2014 Franz Stumpf mit 55,47 % in seinem Amt vor seinem Herausforderer Uwe Kirschstein (44,53 %) bestätigte. Somit war seit 1990 Franz Stumpf (CSU/Wählerinitiative Unabhängiger OB) Oberbürgermeister Forchheims.
Der Stadtrat stimmte am 17. Dezember 2015 dem Antrag des Oberbürgermeisters Franz Stumpf, sein Amt mit Ablauf des 31. März 2016 aus gesundheitlichen Gründen niederzulegen, zu. Das Landratsamt Forchheim setzte den Termin der Neuwahl für den 6. März 2016 fest. Beim ersten Wahlgang erhielt Ulrich Schürr (CSU/JB) 34,27 %, Uwe Kirschstein (SPD) 28,03 %, Manfred Hümmer (Freie Wähler) bei seinem dritten Anlauf 22,91 % und der Ordnungsamtsleiter der Stadt Forchheim, Klaus Backer (FOF), 14,79 %. In der Stichwahl am 20. März 2016 siegte Uwe Kirschstein mit 52,19 % der Stimmen gegen Ulrich Schürr (47,81 %). Kirschstein trat das Amt am 1. April 2016 an.

### Wappen
| Wappen von Forchheim | Blasonierung: „In Rot übereinander zwei silberne Fische.“ |
| Wappen von Forchheim | Wappenbegründung: Das vormalige Königsgut Forchheim gelangte zusammen mit 14 weiteren Ortschaften bei dessen Gründung 1007 durch Kaiser Heinrich II. an das neu geschaffene Bistum Bamberg. Es sind keine entsprechenden Unterlagen überliefert, jedoch wurden Forchheim spätestens im 13. Jahrhundert die Stadtrechte verliehen. Das älteste bekannte Siegel Forchheims aus der Zeit um 1280 zeigt redend zwei Fische, in der Annahme, der Stadtname rühre von Forchen her. Mittlerweile ist diese Annahme widerlegt. Forchheim leitet sich vom althochdeutschen foraha ab, was Siedlung an einem Föhrenwald bedeutet. Für den Zeitraum zwischen 1559 und 1650 sind Siegel mit zusätzlichen Wellen und dem Buchstaben V für Vorchheim belegt. Die Tingierung des Forchheimer Wappens änderte sich über die Jahrhunderte. Während der Schild 1565 noch von Rot und Gold geteilt war, war dieser zu königlich |

### Städtepartnerschaften
| Le Perreux-sur-Marne, Frankreich (1974) Roppen, Österreich (1987) Rovereto, Italien (1989) Pößneck, Deutschland (1990) Gherla, Rumänien (2000) Broumov, Tschechien (2002), seit 1955 ist Forchheim (wegen der Heimatvertriebenen) die Patenstadt der Stadt und des Kreises Broumov |

## Wirtschaft und Infrastruktur

### Überblick

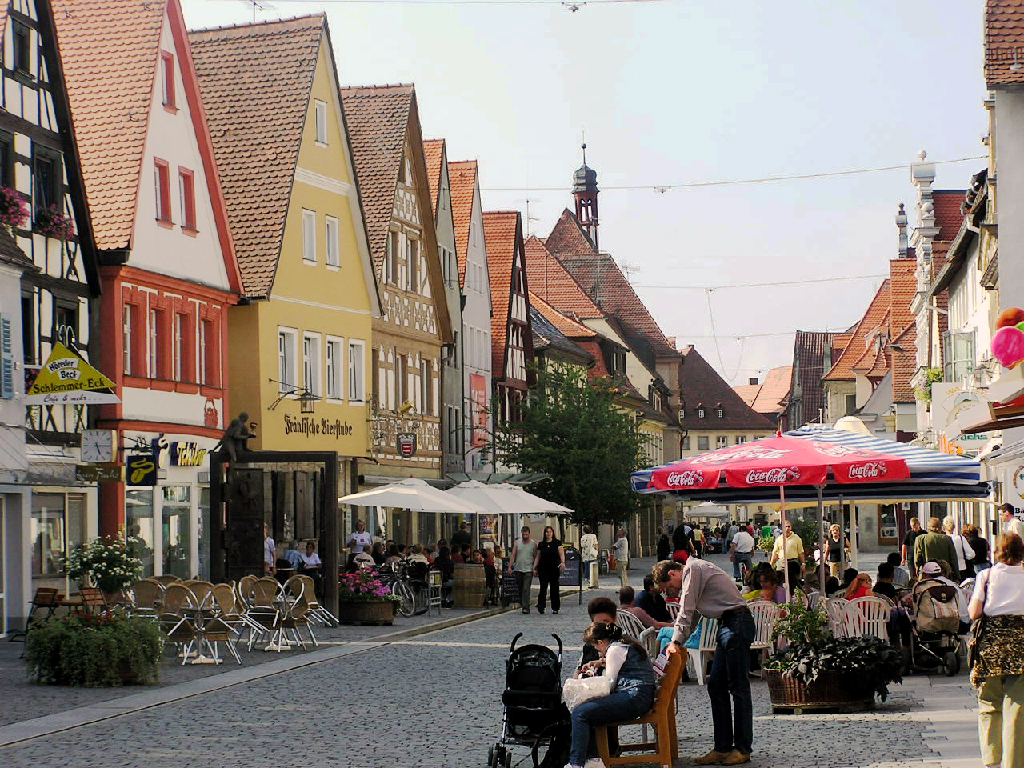
Hauptstraße (Fußgängerzone)

Die Stadt ist seit April 2005 Teil der Metropolregion Nürnberg und seit Oktober 2002 der Wirtschaftsregion Bamberg-Forchheim. Der größte Arbeitgeber mit Sitz in Forchheim ist die Siemens Healthineers AG mit mehr als 3000 Arbeitnehmern.

### Unternehmen
Die 15 größten in der Stadt vertretenen Unternehmen nach der Zahl der Beschäftigten sind (Stand: August 2018):
| Rang | Name                                  | Mitarbeiter in Forchheim |
| ---- | ------------------------------------- | ------------------------ |
| 1.   | Siemens Healthineers                  | 3500                     |
| 2.   | Klinikum Forchheim-Fränkische Schweiz | 955                      |
| 3.   | Infiana                               | 755                      |
| 4.   | Simon Hegele                          | 590                      |
| 5.   | Piasten                               | 440                      |
| 6.   | Gebr. Waasner                         | 400                      |
| 7.   | Sparkasse Forchheim                   | 385                      |
| 8.   | Lebenshilfe Forchheim                 | 305                      |
| 9.   | Globus                                | 300                      |
| 10.  | Weber & Ott                           | 300                      |
| 11.  | Wellpappe Forchheim                   | 230                      |
| 12.  | Volksbank Forchheim                   | 160                      |
| 13.  | Spedition Pohl                        | 150                      |
| 14.  | Stadtwerke Forchheim                  | 115                      |
| 15.  | A. Schweizer                          | 100                      |

### Brauereiwesen

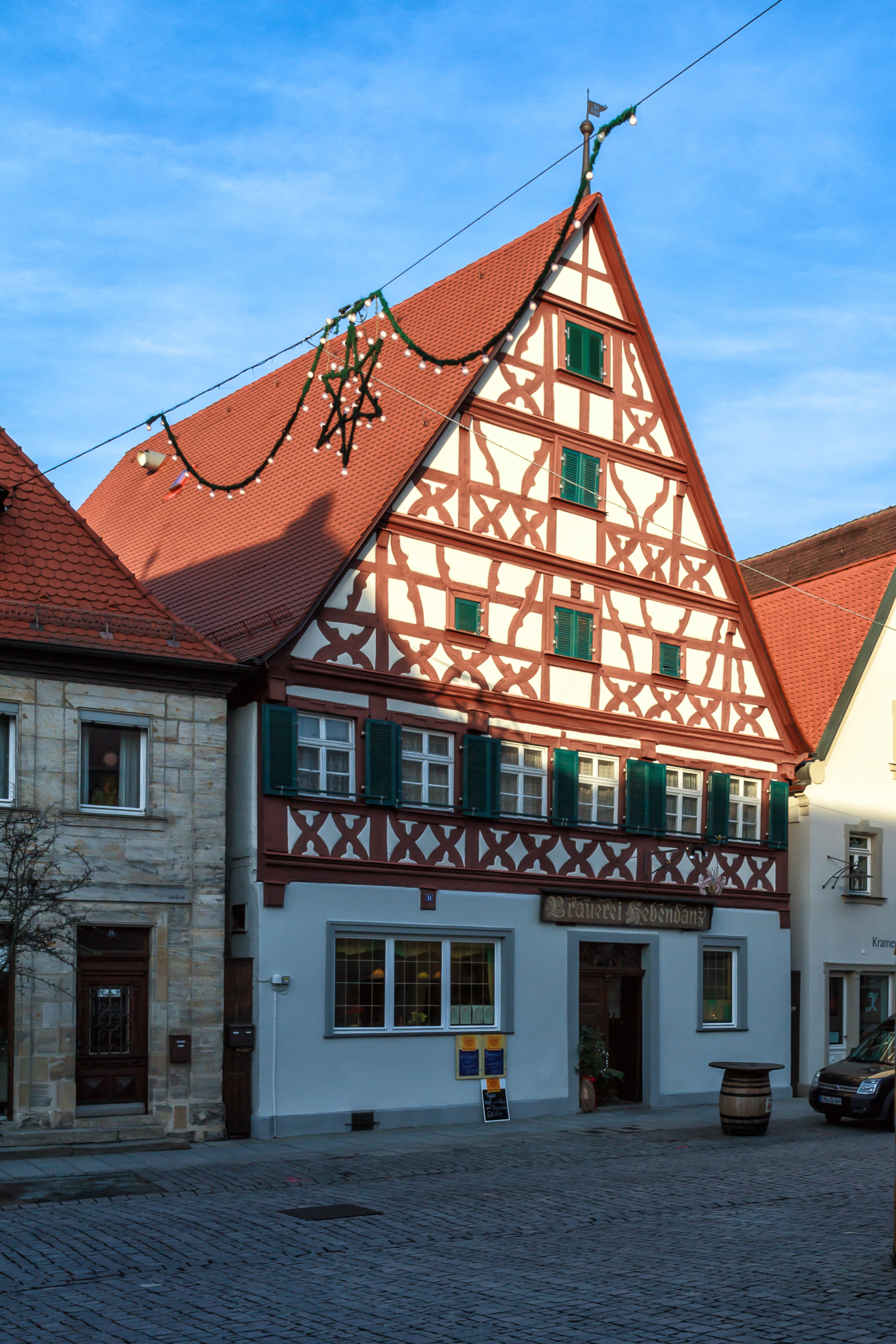
Wirtshaus der Brauerei Hebendanz

Forchheim hat, wie auch die Nachbarstadt Bamberg, eine lange Tradition im Brauereiwesen. Es gibt heute vier ortsansässige Brauereien:
- Brauerei Hebendanz (seit 1579)
- Brauerei Neder (seit 1554)
- Brauerei Greif (seit 1848)
- Brauerei Eichhorn (seit 1783)

Während des Bamberger Bierkrieges von 1907 bezogen die Bamberger Gaststätten ihr Bier aus Forchheim. Dadurch wurden die Bamberger Brauereien gezwungen, die Erhöhung des Bierpreises wieder zurückzunehmen.

### Einzelhandel
Von regionaler Bedeutung ist die Innenstadt, wo sich die Mehrzahl der Forchheimer Einzelhändler angesiedelt hat.
Die Fußgängerzone erstreckt sich hauptsächlich über die Hauptstraße mit einigen sich kreuzenden Rippenstraßen. Weitere Geschäftsstraßen in der Innenstadt sind die Hornschuchallee, die Bamberger Straße und die Wiesentstraße. Im Süden befindet sich das Einkaufszentrum Globus mit Baumarkt, Elektromarkt, Supermarkt und Einzelhändlern. Gewerbegebiete gibt es auch nahe der A 73 (Gewerbegebiete Lände und nördlich der Lände) sowie nahe Sigritzau (Gewerbe- und Industriegebiet Sandäcker).

### Verkehr

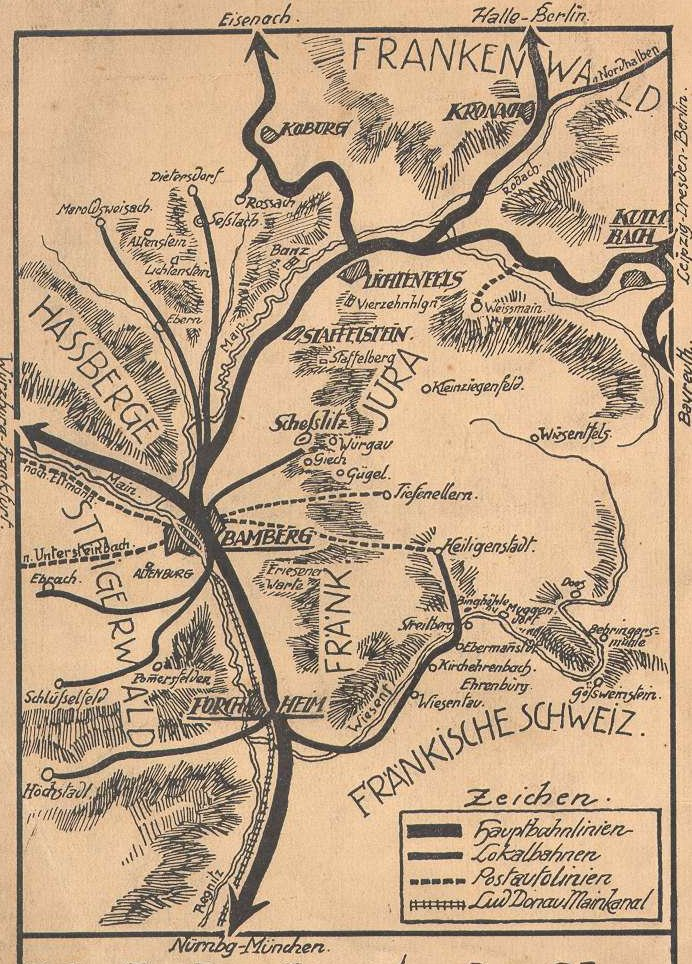
Verkehrskarte aus dem Jahr 1912 mit Forchheim unten

#### Individualverkehr
Die Stadt wird im Westen von der in Nord-Süd-Richtung verlaufenden Bundesautobahn 73 (Feucht – Nürnberg – Fürth – Erlangen – Forchheim – Bamberg – Coburg – Suhl) tangiert und ist mit den beiden Anschlussstellen Forchheim-Nord und -Süd an diese angebunden. Durch das Stadtgebiet führt von West nach Ost die Bundesstraße 470 (Bad Windsheim – Forchheim – Weiden in der Oberpfalz) sowie die vormalige Bundesstraße 4 in Nord-Süd-Richtung; diese wurde 2011 wegen einer parallel dazu verlaufenden Autobahn zur Staatsstraße 2244 heruntergestuft.

#### Eisenbahn

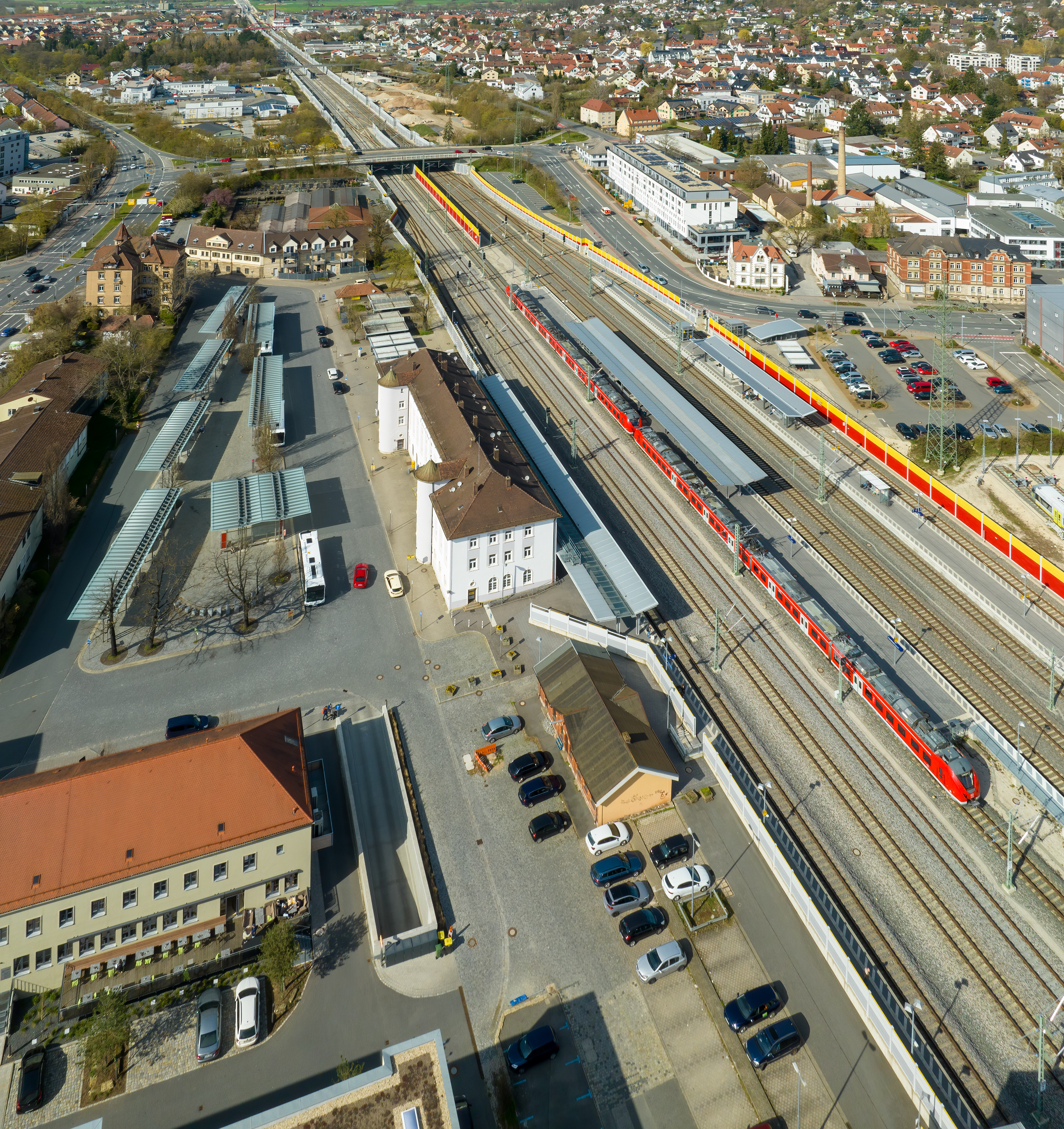
Bahnhof Forchheim mit ZOB

In Forchheim unterhält die Deutsche Bahn AG folgende Bahnhöfe und Haltepunkte, die in den Tarifverbund des Verkehrsverbundes Großraum Nürnberg (VGN) eingegliedert sind:
- Forchheim (Oberfr)
- Forchheim Nord
- Kersbach

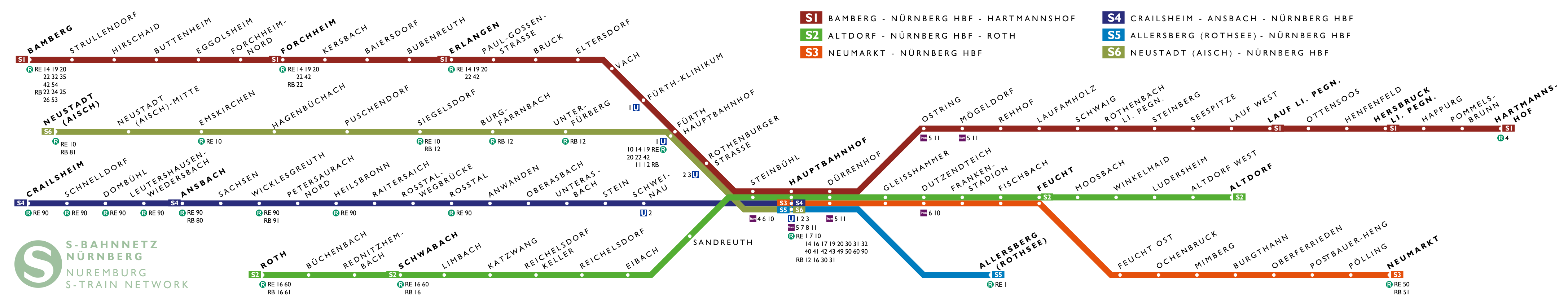
Die S1 verbindet Forchheim u. a. mit den größeren Nachbarstädten Bamberg, Erlangen, Fürth und Nürnberg.

Der Bahnhof Forchheim liegt an der Bahnstrecke Nürnberg–Bamberg und ist Ausgangspunkt für die Bahnstrecke Forchheim – Ebermannstadt. Er war außerdem Ausgangspunkt für die Bahnstrecke Forchheim–Höchstadt bis zu deren endgültigen Stilllegung am 1. April 2005. Der Bahnhof wurde zusammen mit dem rund 300 Millionen Euro teuren viergleisigen Ausbau der Bahnstrecke Nürnberg–Bamberg komplett neugestaltet. Die beiden bisherigen Tunnel wurden durch eine neue unterirdische Verbindung ersetzt. Der gesamte Bahnhof wurde behindertengerecht gestaltet und der schon lange geforderte Aufzug wurde gebaut. Er wird von Regional-Expresszügen des Franken-Thüringen-Express (Nürnberg – Forchheim – Bamberg), die sich zu einem Halbstundentakt nach Nürnberg und Bamberg verdichten und via Bamberg auch Direktverbindungen nach Würzburg Hbf, Coburg/Sonneberg Hbf/Erfurt Hbf und Lichtenfels/Saalfeld (Saale) herstellen, sowie der RB 22 (Forchheim – Ebermannstadt) und einzelnen Zügen der RB 26 ((Forchheim –) Bamberg – Ebern) bedient.
Zudem verkehrt seit Dezember 2010 die Linie S1 der Nürnberger S-Bahn, die den Bahnhof Forchheim und die Haltepunkte Forchheim Nord und Kersbach bedient und in einem 20/40-Minuten-Takt zwischen Forchheim und Nürnberg sowie in einem 60-Minuten-Takt zwischen Forchheim und Bamberg verkehrt.
Nach öffentlichen Diskussionen sowie einer Unterschriftenaktion einer Bürgerinitiative im Winter 2013, die auch von Schülern anliegender Schulen unterstützt wurde, entstand mit Forchheim Nord ein weiterer Haltepunkt. Aufgrund der von der Bahn angenommenen zu niedrigen Fahrgastzahlen und erwarteten Konflikten mit der Engstelle an der Jean-Paul-Straße, wo der Halt geplant war, drohte für dieses Projekt zeitweilig das Aus. Nach massiver Kritik von Forchheimer Politikern an der kompletten Streichung der Pläne wurde geprüft, ob der S-Bahn-Halt Forchheim-Nord auch an einem weniger konfliktträchtigen Ort an der Strecke realisiert werden könnte. Er wurde im Bereich der Dietrich-Bonhoeffer-Unterführung eingerichtet. Bürgerinitiativen sowie Rektoren und Vertreter der Schulen fordern jedoch zur besseren Anbindung eine zusätzliche Unterführung. Die Inbetriebnahme erfolgte zum Fahrplanwechsel im Dezember 2024.

#### Öffentlicher Personennahverkehr
Das Stadtbusliniennetz (Stadtbus Forchheim) wird von der DB Regiobus GmbH, einem Tochterunternehmen der Omnibusverkehr Franken GmbH (OVF), im Auftrag des Landkreises im Halbstundentakt betrieben. Es ist in den Tarifverbund des VGN integriert und besteht aus vier innerstädtischen Linien, die mit rund 70 Haltestellen das gesamte Stadtgebiet erschließen. Treffpunkt aller Linien ist der Zentrale Omnibusbahnhof (ZOB) auf dem Bahnhofsvorplatz, an dem Umsteigemöglichkeiten zu sieben Regionalbuslinien sowie zum Schienenverkehr der DB, vorrangig der S-Bahnanschlüsse, bestehen. Der Stadtteil Kersbach ist über die Regionalbuslinie 224 (Forchheim – Neunkirchen am Brand) stündlich, im Verbund mit der S-Bahnlinie S1 (Nürnberg – Forchheim – Bamberg) zweimal pro Stunde an den Stadtbus Forchheim zu dessen Betriebszeiten (ca. 5–20 Uhr) angetaktet. Der Stadtteil Burk ist über die Regionallinie 206 (Forchheim – Hausen – Heroldsbach – Zeckern; die Streckenführung entspricht weitgehend der ehemaligen Bahnstrecke Forchheim–Höchstadt) in den Hauptverkehrszeiten im 30-Minuten-Takt, in den Nebenverkehrszeiten (bis Mitternacht) und auch am Wochenende im Stundentakt an den Stadtverkehr bzw. den ZOB angebunden. Über den Bahnhof besteht damit mit der Linie 206 vollständige Bahnverbindung von und nach Erlangen und Nürnberg in nahezu allen Zeitlagen der S-Bahn und an allen Wochentagen. Darüber hinaus ist Forchheim täglich (auch am Wochenende) im Stundentakt durch die Nebenbahnlinie RB 22 mit Ebermannstadt und damit mit dem Naherholungsgebiet Fränkische Schweiz verbunden. Vom Bahnhof Ebermannstadt aus bestehen in der Sommersaison vom Mai bis Ende Oktober Anschlussmöglichkeiten an die VGN-Freizeitlinien in alle Richtungen innerhalb der Fränkischen Schweiz.

#### Schifffahrt
Forchheim hat an den Häfen Forchheim verschiedene Zugänge zu der Bundeswasserstraße Main-Donau-Kanal für die Freizeit- und Fahrgastschifffahrt.

#### Wanderwege
Durch Forchheim verläuft der Fränkische Marienweg.

### Medien
Als Tageszeitungen erscheinen in Forchheim Nordbayerische Nachrichten und Fränkischer Tag gedruckt und in Online-Ausgabe sowie die Online-Tageszeitung Wiesentbote.de. Der Verlag Der Marktspiegel GmbH gibt wöchentlich das Anzeigenblatt Marktspiegel heraus, außerdem erscheint die Wochenzeitung Hallo Franken.
Der Lokalsender Radio Bamberg unterhält ein Studio in Forchheim.

## Bildung und Wissenschaft

### Schulen
Das Herder-Gymnasium Forchheim und das Ehrenbürg-Gymnasium Forchheim befinden sich in der Innenstadt. Ebenfalls im Stadtkern befindet sich die Ritter-von-Traitteur-Mittelschule und die Montessori-Volksschule Forchheim. Das Berufliche Schulzentrum Forchheim, die Georg-Hartmann-Realschule Forchheim, die Pestalozzischule und die Adalbert-Stifter-Mittelschule stehen im Norden Forchheims. Zum beruflichen Schulzentrum Forchheim gehören eine Berufsschule, die staatliche Berufsfachschule für Hauswirtschaft und Kinderpflege und die Fachoberschule. Im Jahr 2011 waren in Forchheim 5567 Schüler an zehn Volks- und Grundschulen und drei weiterführenden Schulen und 1964 Schüler an sieben beruflichen Schulen gemeldet.

### Sonstige Bildungseinrichtungen
Die Volkshochschule Forchheim hat ihren Standort in der Innenstadt. Die Stadtbücherei als öffentliche Bücherei hat ein reichhaltiges Angebot an Fachbüchern und Literatur. Sie zog im Jahr 2013 von der Schulstraße in neue Räumlichkeiten auf dem Gelände des ehemaligen Krankenhauses in der Spitalstraße um. Seit 1951 besteht die städtische Sing- und Musikschule.

## Kultur und Sehenswürdigkeiten

### Sehenswürdigkeiten

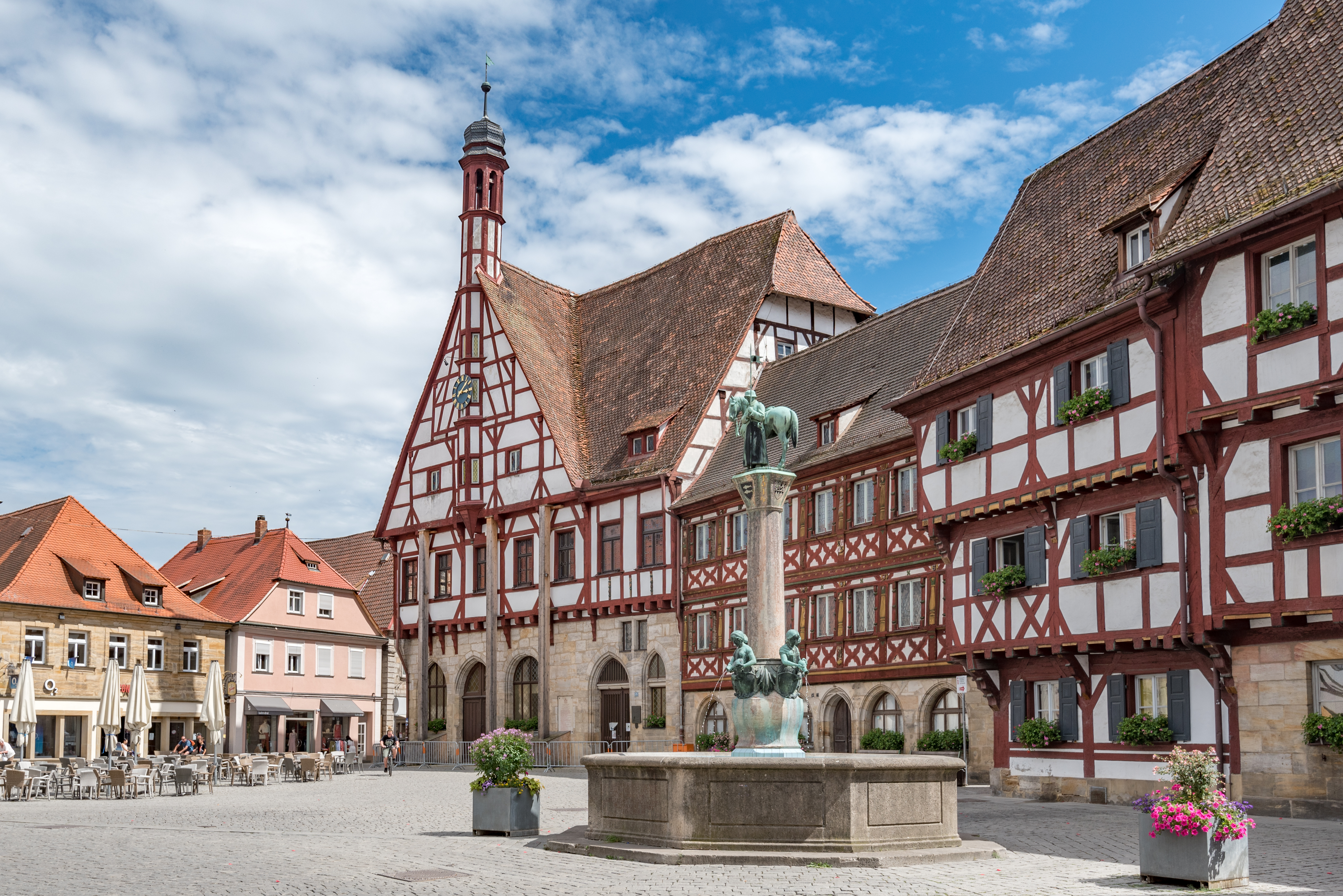
Fachwerkensemble am Rathausplatz
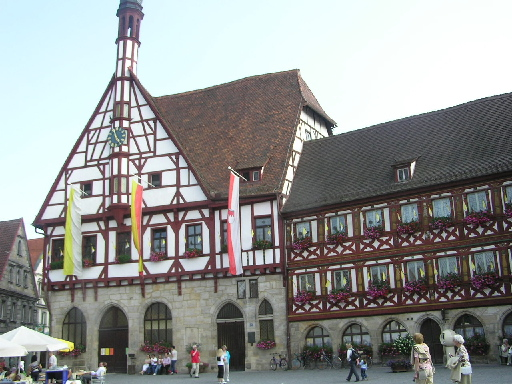
Rathaus Forchheim
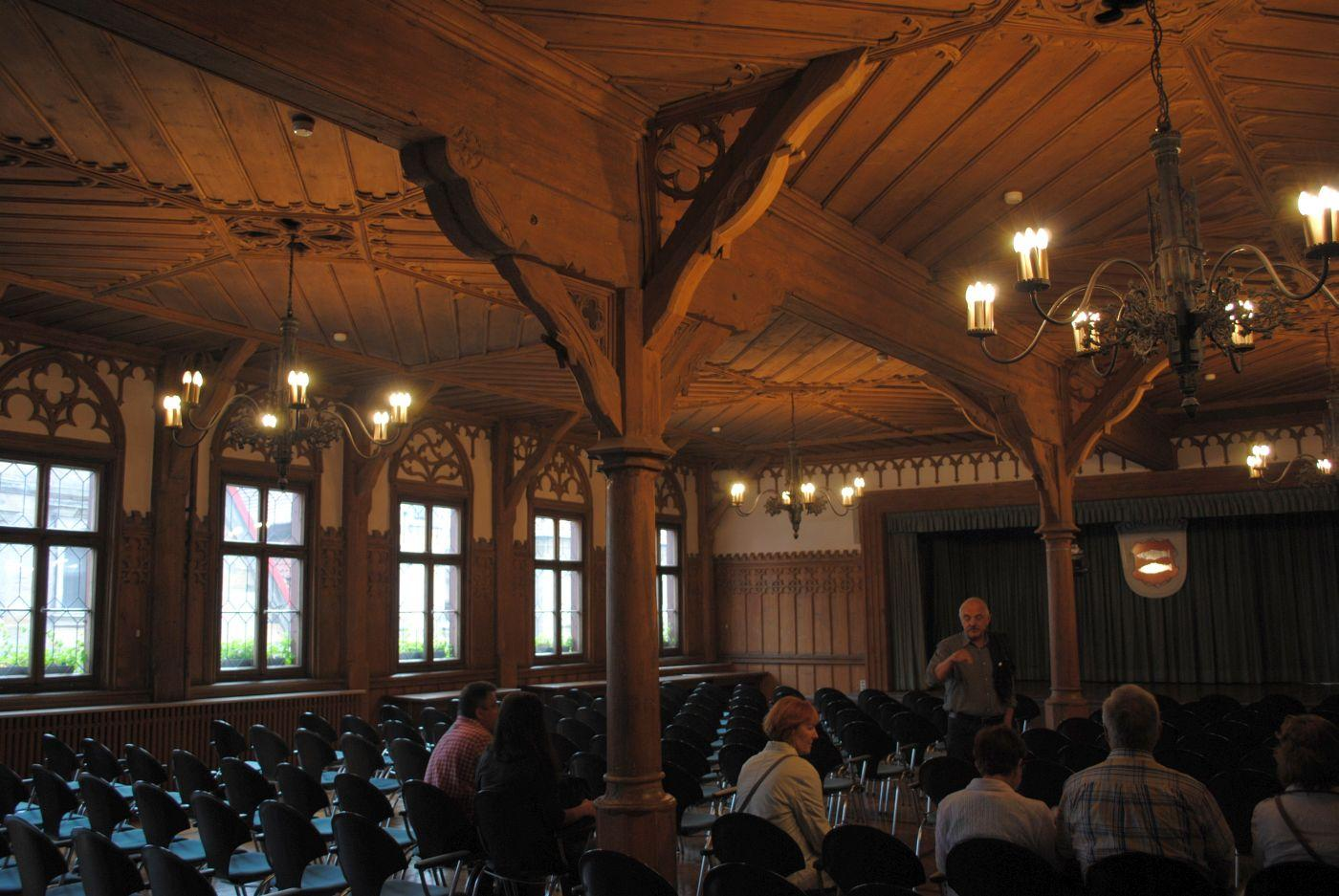
Großer Ratssaal
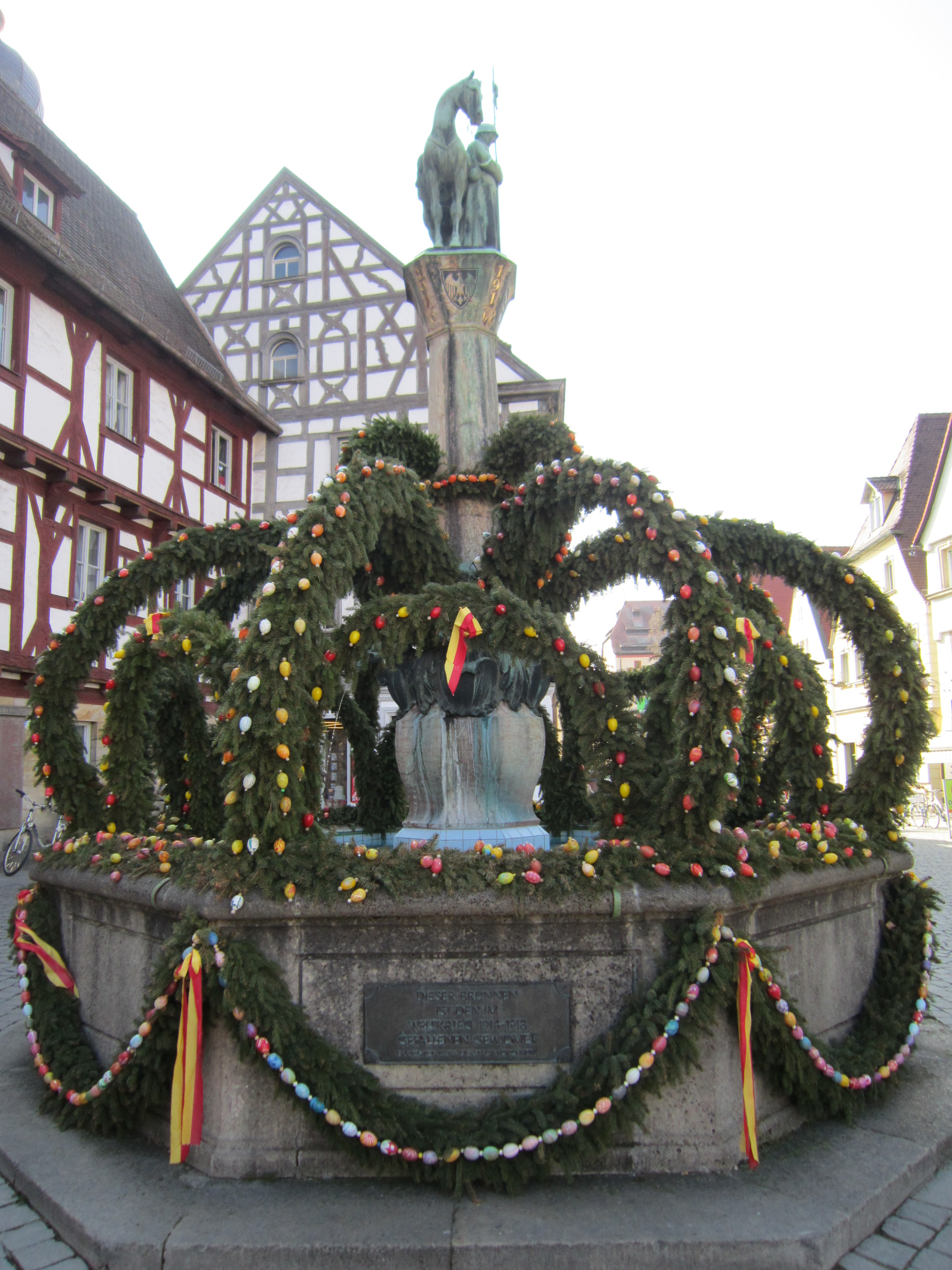
Osterbrunnen auf dem Rathausplatz
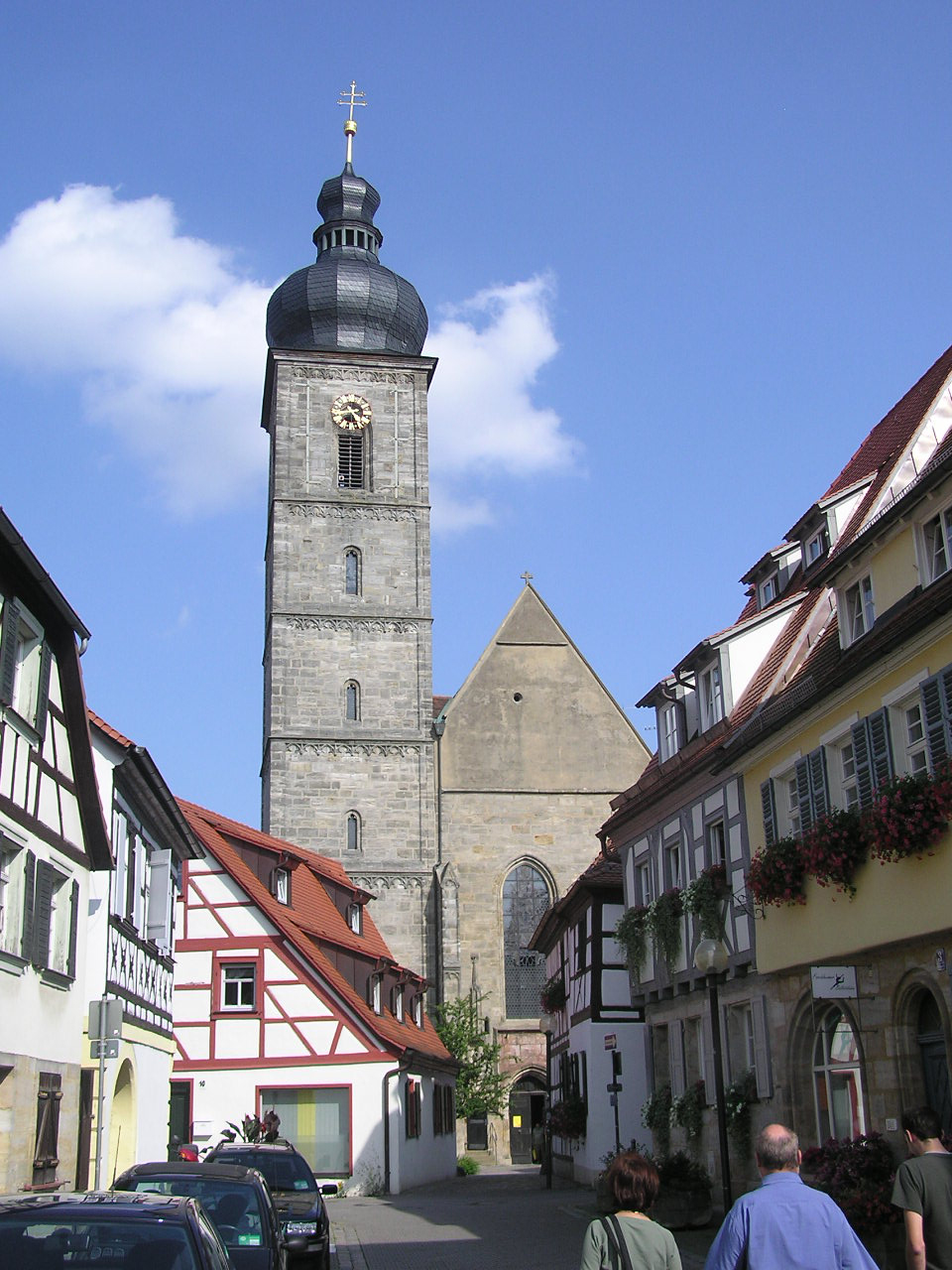
St.-Martins-Kirche
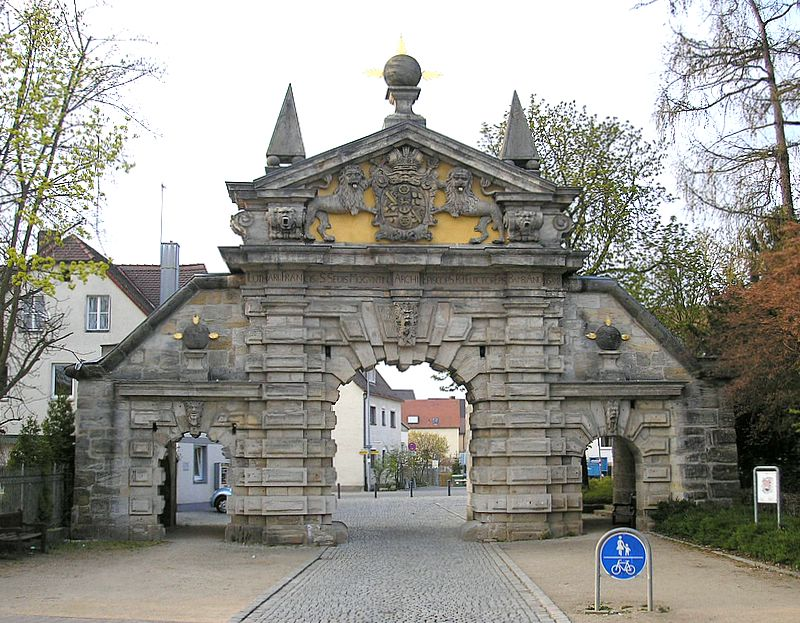
Nürnberger Tor
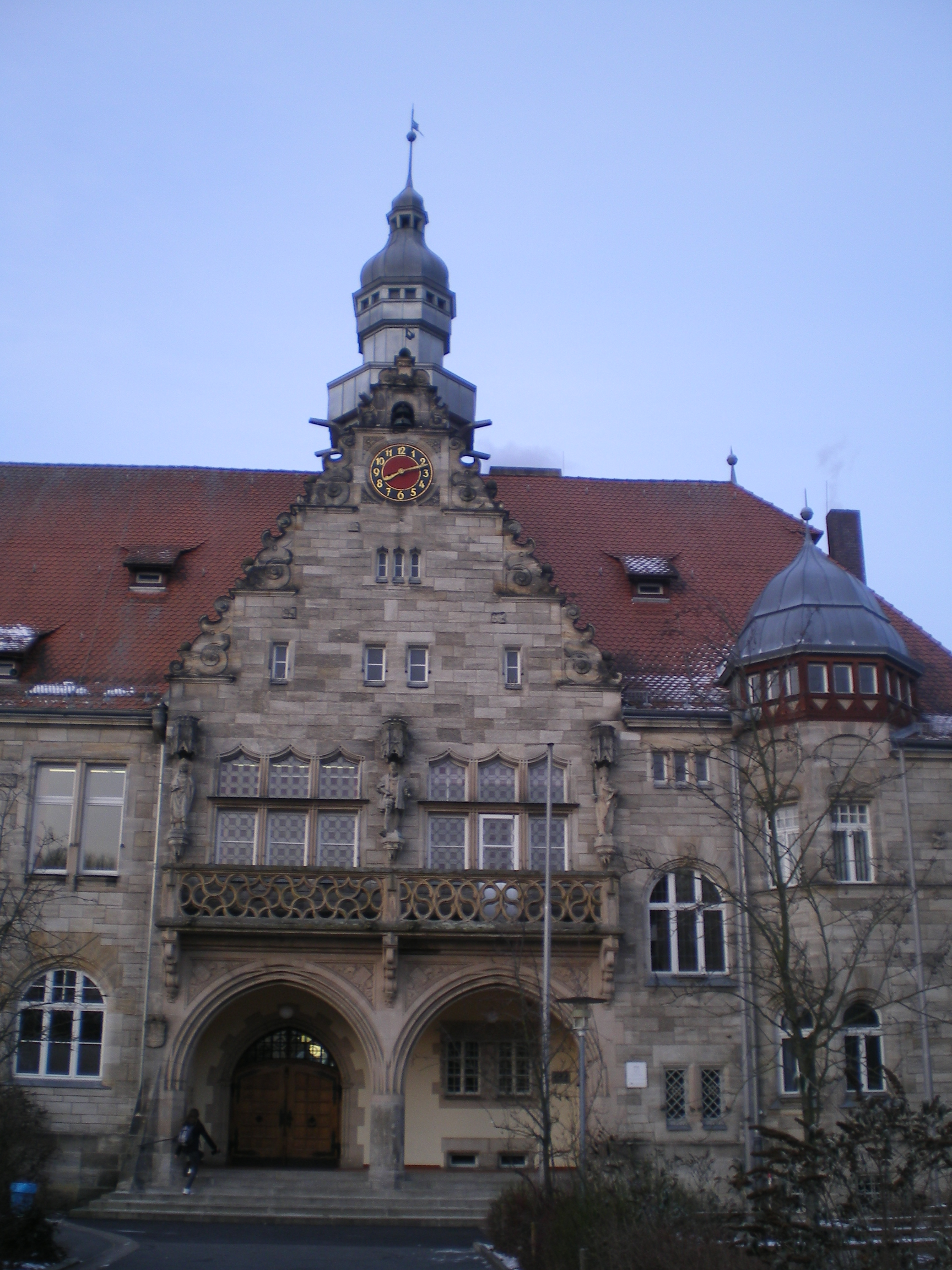
Herder-Gymnasium Forchheim
St.-Ottilien-Kirche Kersbach
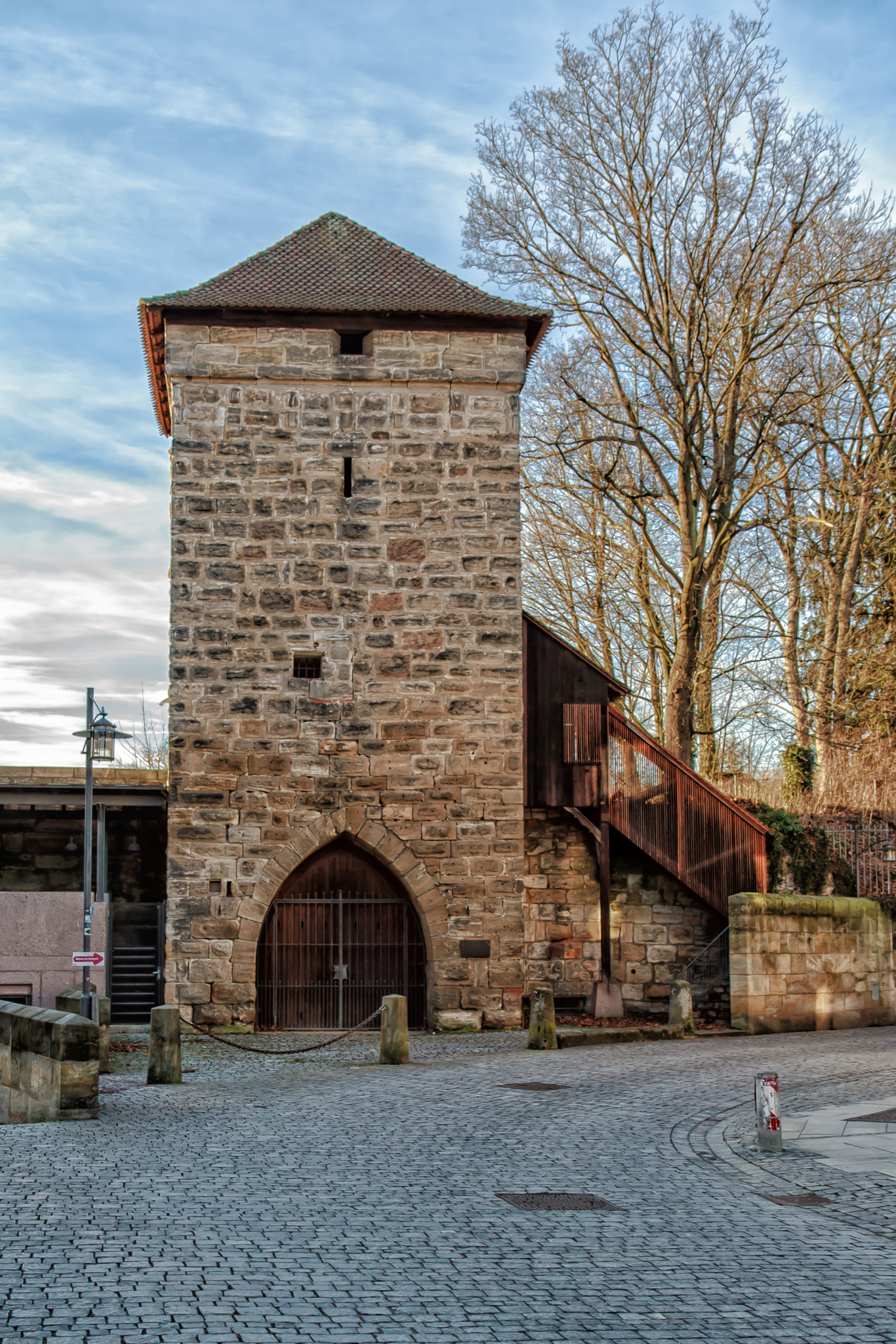
Saltorturm
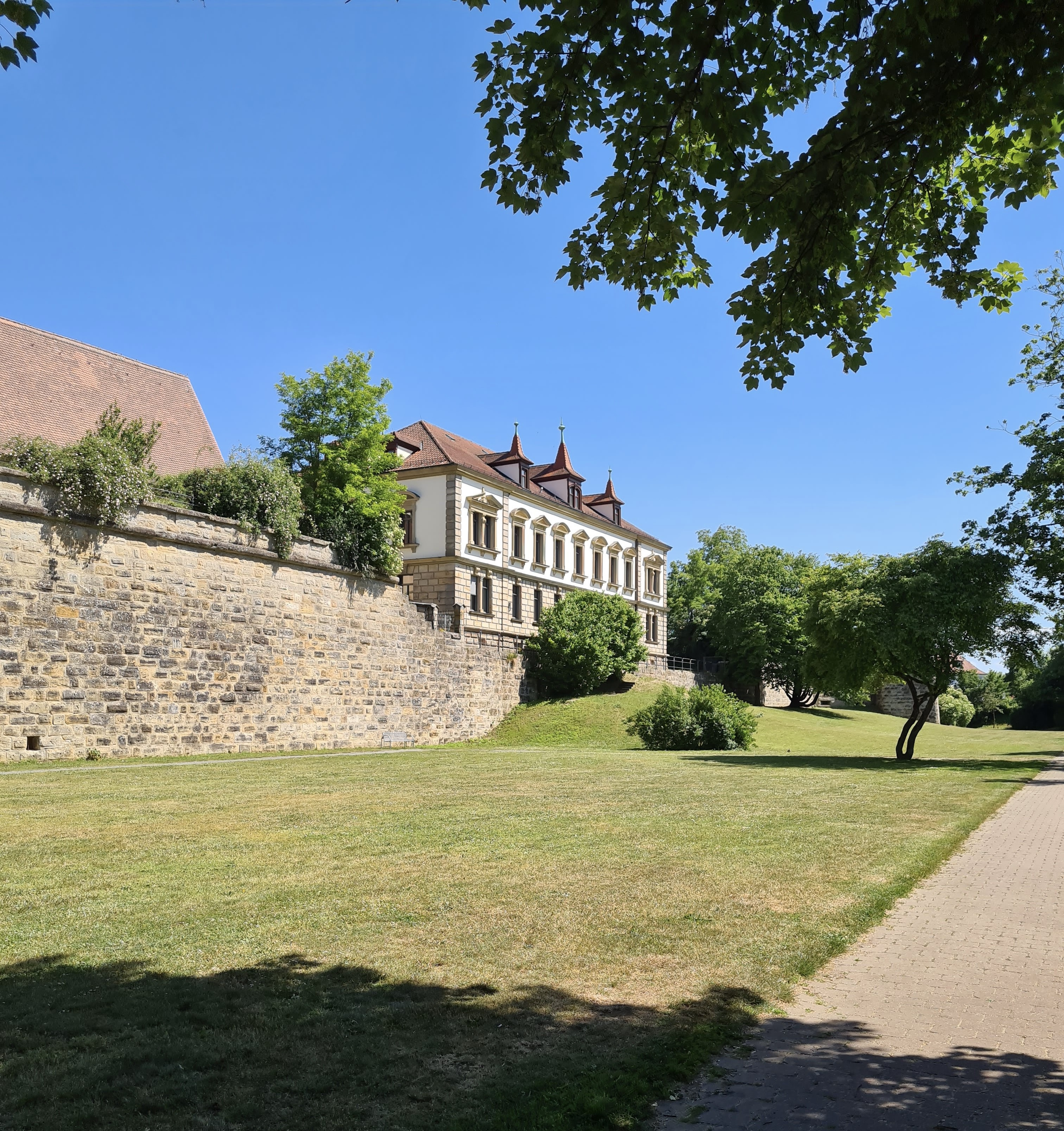
Amtsgericht in Forchheim

- Rathaus, 14.–16. Jahrhundert mit den Schnitzereien von Hans Ruhalm 1523
- Forchheimer Burg („Kaiserpfalz“), 14. Jahrhundert, mit dem Archäologiemuseum Oberfranken
- St.-Martins-Kirche, 12.–15. Jahrhundert, mit Ölberggruppe an der Außenmauer, 16. Jahrhundert
- Marienkapelle, 12. Jahrhundert
- Festungsmauer (1560–1750) mit mittelalterlichem Saltorturm und dem Nürnberger Tor von 1698
- Kammerersmühle („Schiefes Haus“)
- Katharinenspital, 1611, mit Spitalkirche, 1490
- Klosterkirche und Kloster aus dem 17. Jahrhundert
- Herder-Gymnasium Forchheim (eröffnet 1899), Altbau im Stil der Neorenaissance von 1903/04
- Fischkästen an der Wiesent, Hundsbrücke
- Frechshaus am Rathausmarktplatz, 15. Jahrhundert
- St.-Ottilien-Kirche, Kersbach

### Theater
Das Junge Theater Forchheim ist seit 1995 in der Kasernstraße untergebracht. Ursprünglich handelte es sich um eine Laienspielgruppe, die 1985 erstmals in Forchheim Theatertage durchführte. Inzwischen bespielt der Verein ein eigenes Theater mit einem abwechslungsreichen Kulturprogramm für Jung und Alt.

### Museen
In der Burg Forchheim befindet sich das Pfalzmuseum, das mit dem Archäologiemuseum Oberfranken, dem Stadtmuseum und dem Trachtenmuseum insgesamt drei Museen umfasst, zudem stehen Räumlichkeiten für wechselnde Sonderausstellungen zur Verfügung. Direkt daneben ist das Erlebnismuseum Rote Mauer angesiedelt.
Weitere Museen in der Stadt Forchheim sind das Feuerwehrmuseum und das Braunauer Heimatmuseum.

### Musik
Veranstaltungsräume für Musik sind das Junge Theater Forchheim und die Kuckucksklause in Reuth. Im Juli findet die Veranstaltung Überall Musik auf Forchheims Straßen statt, bei der mehrere Künstler aus allen Genres die Innenstadt beschallen.

### Kino
Das Kinocenter Forchheim in der Innenstadt besteht aus drei Kinosälen mit insgesamt 817 Plätzen und einem Kino-Café. Im Sommer findet im Innenhof der Burg Forchheim der Forchheimer Open-Air-Kino-Sommer statt, bei dem ausgewählte Filme gezeigt werden. Im Jahr 1952 wurde das Kino Luitpold-Lichtspiele (Lu-Li) an der Wallstraße eröffnet. Es bot 570 Plätze und wurde bis 1960 bespielt. Zwischenzeitlich befand sich dort ein Einzelhandelsgeschäft von C&A, mittlerweile stehen die Räume aber leer.

### Triton, Kulturpreis der Stadt Forchheim
Seit 2009 wird der Triton, Kulturpreis der Stadt Forchheim durch die Gesellschaft zur Förderung von Kultur in Verbindung mit der Stadt und der Sparkasse Forchheim vergeben. Der Kulturpreis ist mit 3000 Euro dotiert. Die bisherigen Preisträger kamen aus den Bereichen Musik, Literatur, Malerei und Kabarett.

### Schokolade
Die Schokoladenfabrik Piasten stellt seit 1948 neben Dragees, Bonbons und Pralinen auch Tafelschokolade und saisonale Erzeugnisse wie Weihnachtspralinen in Forchheim her.

## Tourismus, Freizeit und Erholung

### Tourismus
Forchheim wurde im Jahr 2020 von 90.801 Übernachtungsgästen besucht. Davon reisten 15.682 aus dem Ausland an. Die Besucher verweilten durchschnittlich 4,45 Tage, dies ergab 263.418 Übernachtungen.

### Freizeit und Erholung im Stadtgebiet

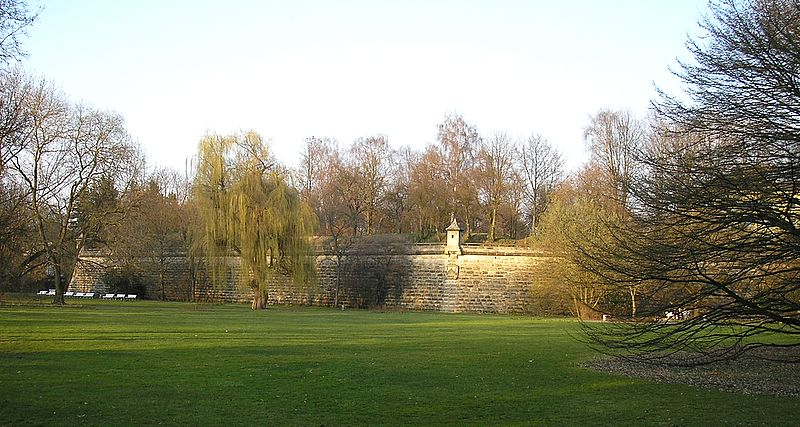
Stadtpark Forchheim mit St.-Valentini-Werk

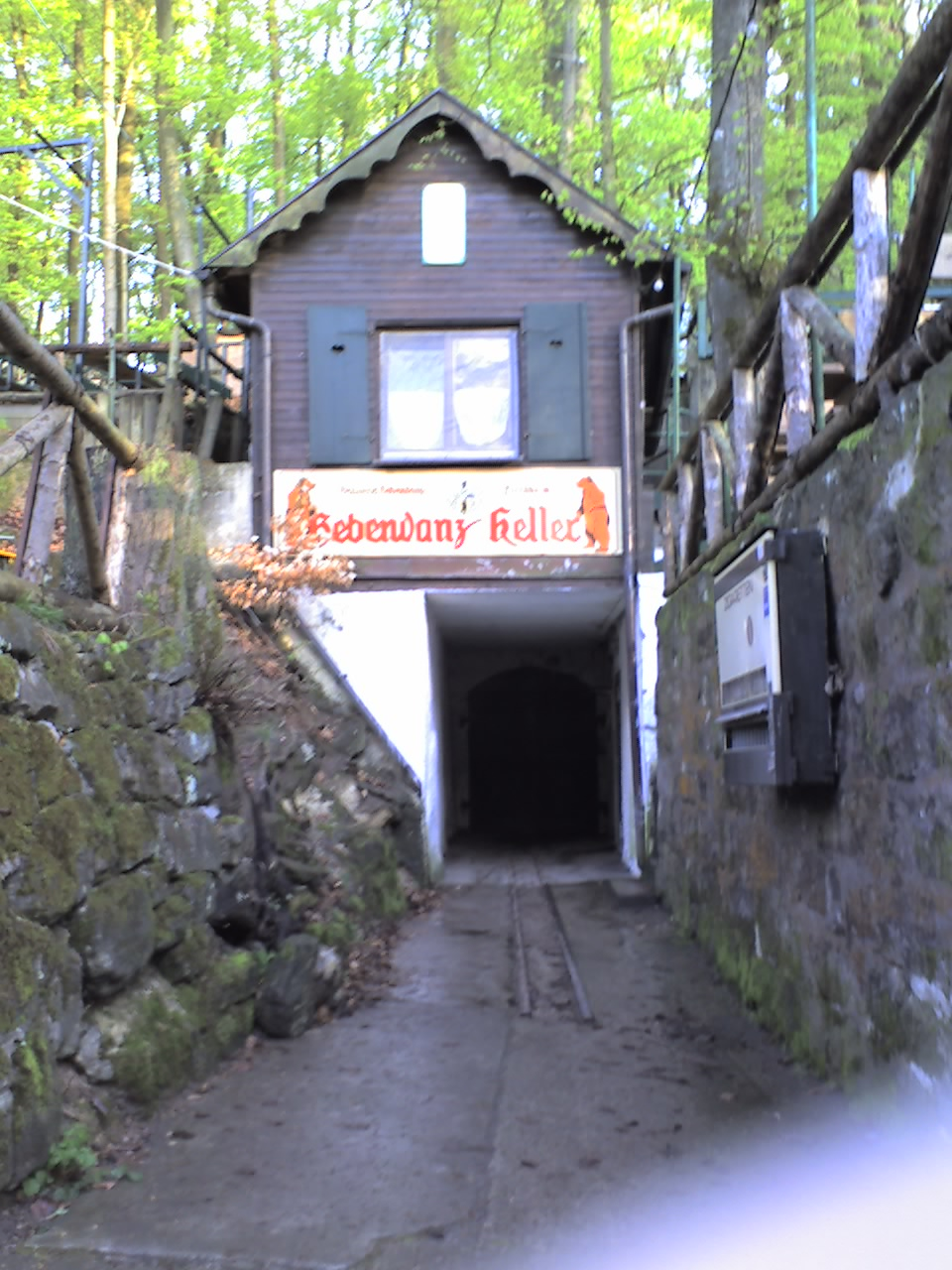
Einer von 23 Bierkellern im Kellerwald Forchheims

Gewässer, Grünflächen und ausgedehnte Wälder gehören zum Stadtgebiet. Main-Donau-Kanal, Regnitz und Wiesent sind landseitig von Wanderwegen erschlossen. Auf dem Main-Donau-Kanal verkehren zwischen März und Oktober Ausflugsschiffe zwischen der Forchheimer Sportinsel und Bamberg, ferner wird eine Schleusenrundfahrt bis Pautzfeld angeboten. Im Süden Forchheims liegt das Ganzjahresbad Königsbad; die Anlage wurde für 18 Millionen Euro errichtet und ersetzte im Mai 2010 das alte Hallenbad und das Freibad. Der Forchheimer Kellerwald, eine ausgedehnte Waldfläche mit Felsenkellern, die als Bierlager dienen, befindet sich im östlichen Teil der Stadt, dort findet im Juli/August das Annafest statt, bei dem alle 23 (statt wie sonst in der Saison nur 10) Bierkeller des Forchheimer Kellerwalds geöffnet sind. Der Stadtpark Forchheim in der Innenstadt wurde im ehemaligen Wassergraben der Festung angelegt mit Resten der früheren Festungsmauer, an denen bischöfliche Wappen angebracht sind. Im Westen der Stadt befindet sich die 21 Hektar große Sportinsel mit umfangreichem Freizeitangebot, Spiel- und Bolzplätzen, einer Leichtathletik-Sportanlage, einer Minigolfanlage, Tennisplätzen und einem Skatepark mit Minirampe.

### Regelmäßige Veranstaltungen

#### Jahresüberblick
- April/Mai: Theatertage, Nostalgischer Kellerauftakt
- Mai: Tag der Jugend
- Ende Mai/Anfang Juni: Kunsthandwerkermarkt in der Kaiserpfalz
- Juni/Juli: Apothekenstraßenfest
- Juli: Afrika-Kulturtage Forchheim „Überall Musik“, Quattroball-Turnier mit 64 Mannschaften
- Juli/August: Annafest
- Anfang September: Brückenfest
- Dezember: Umgestaltetes Rathaus als „Schönster Adventskalender der Welt“.[42]

#### Annafest Forchheim
Das Forchheimer Annafest findet alljährlich um den Namenstag der Heiligen Anna am 26. Juli im Kellerwald statt. Während des elftägigen Festbetriebes hat es um die 500.000 Besucher.

#### Altstadtfest Forchheim
Das Altstadtfest findet jedes Jahr am letzten Wochenende im Juni in der Forchheimer Innenstadt statt und dauert von Freitag bis Sonntag. Dabei werden jedes Jahr etwa 25.000 Besucher gezählt. In der Innenstadt spielen auf mehreren Bühnen verschiedene Bands, und es wird das Bier der vier Forchheimer Brauereien ausgeschenkt. Das Festgelände erstreckt sich von der Kaiserpfalz über den Rathausplatz und die Fußgängerzone bis zum Paradeplatz. In der letzten Zeit wurde auch in der Öffentlichkeit vermehrt über die Attraktivität des Altstadtfestes diskutiert. Der hauptsächliche Kritikpunkt dabei ist, dass sich das Altstadtfest kaum von anderen Bierfesten und Kirchweihen in der Region im gleichen Zeitraum unterscheidet. Auch das Thema Kultur oder nicht Kultur spielt eine große Rolle. Die Musikerinitiative Megafon e. V. initiierte deshalb 2012 im Rahmen ihres 20-jährigen Jubiläums für einen Tag eine alternative Bühne im Innenhof der Kaiserpfalz mit jungen Künstlern und Bands aus der Region. Das Konzept erwies sich als großer Erfolg und wird weitergeführt. Unter dem Titel Altstadtfetzt bespielt die Kulturkooperation aus Megafon e. V. und dem Jungen Theater Forchheim e. V. die alternative Bühne in der Kaiserpfalz nun an allen drei Tagen.

## Persönlichkeiten

### Söhne und Töchter der Stadt Forchheim
siehe

### Mit Forchheim verbundene Persönlichkeiten
- Karl Poiger (1895–1955), Amtsgerichtsdirektor von Forchheim, errettete die Stadt vor Zerstörung und einem Blutbad am Ende des Krieges. Gegen den Befehl, „die Stadt bis zur letzten Patrone zu verteidigen“, überzeugte Karl Poiger in Verhandlungen die heranrückenden Amerikanischen Truppen, am 14. April 1945, „dass es in Wahrheit keine nennenswerte Verteidigung Forchheims gibt“[46]. So konnte Forchheim ohne weitere Kriegshandlungen eingenommen werden.

## Sport
Die 1904 gegründete SpVgg Jahn Forchheim ist der bekannteste Sportverein der Stadt. Seine erste Herren-Fußballmannschaft spielte von 2014 bis 2019 in der Bayernliga Nord, aktuell spielt er in der Landesliga. Sein Heimstadion ist das Jahn-Stadion. Sehr erfolgreich in der Sportart Handball war der Verein VfB Forchheim, dessen erste Herren-Mannschaft in der Saison 2001/02 und von 2003 bis 2007 in der Handball-Regionalliga spielte. Der VfB nahm in der Saison 2003/04 und 2005/06 am DHB-Pokal teil und erreichte jeweils die zweite Hauptrunde. Dem Schachclub Forchheim gelang 2002 und 2011 der Aufstieg in die 1. Schachbundesliga.

## Legenden, Sagen und Sonstiges
- Über viele Jahrhunderte wurde die Legende gepflegt, die Stadt sei Geburtsort des Pontius Pilatus gewesen, wovon auch der lateinische Spruch zeugt, der auf einem Stein der Stadtmauer gestanden haben soll: „Forchhemii natus est Pontius ille Pilatus,/Teutonicae gentis, crucifixor omnipotentis“ (Zu Forchheim geboren ist jener Pontius Pilatus, der – von deutscher Herkunft – den Allmächtigen gekreuzigt hat) und über Jahrhunderte sogar eine angebliche Hose des Pilatus als Beweisstück gezeigt wurde. Noch heute gibt es einen Pilatushof. Im 19. Jahrhundert wurde dann auch der kleine Ort Hausen vor den Toren Forchheims als Geburtsort genannt, wo zwei Häuser im Ortskern als Geburtshäuser angesehen werden und ein Flurstück den Namen Pilodes trägt. Pilodes könnte allerdings auch von altslawisch poti byl otec (Straße der Väter) abgeleitet sein, da Forchheim als Grenzstadt des fränkischen Reiches an einer Handelsstraße lag. Nach dieser deutschen Geburtslegende war Pilatus der uneheliche Sohn eines Königs Tyrus von Mainz, den dieser bei einem Jagdausflug in die Gegend von Bamberg mit Pila, der Tochter eines Müllers mit Namen Atus zeugte, weswegen ihn seine Mutter dann Pilatus nannte. Niedergeschrieben wurde diese Geschichte erstmals in einer mittelalterlichen Handschrift aus dem 12. Jahrhundert, die in der Bayerischen Staatsbibliothek München aufbewahrt wird.
- Die Sage vom Pöpel im Rathaus:
 Vor langen Jahren lebte hier ein Bürgermeister, der Gelder aus der Stadtkasse unterschlug, Urkunden fälschte und sich zahlreicher Erpressungen schuldig machte. Nach seinem Selbstmord spukte er jahrelang im Rathaus. In mitternächtlicher Stunde soll häufig im ehemaligen Arbeitszimmer des Bürgermeisters Licht zu sehen sein und ein Mann blättere heftig in Büchern und Listen. Doch sobald die Rathausuhr die erste Stunde des neuen Tages schlägt, verschwindet der Geist, den die Bewohner „Rathauspöpel“ nennen. Zuweilen soll er aber auch mit feurigen Augen aus dem oberen Fenster des Stadthauses herausschauen.[47][48]
- Seit dem Mittelalter wurden im Katharinenspital sowohl Arme und Kranke aufgenommen und gepflegt, als auch wohlhabendere Bürger. Letzteres scheint ab dem 15. Jahrhundert in den Vordergrund gerückt zu sein. Das Spital wurde im Laufe seiner Jahrhunderte dauernden Nutzung immer wieder umgebaut und erweitert. Ab 2016 fanden an den Spitalgebäuden Umbauarbeiten statt, in deren Zuge auch eine baubegleitende Ausgrabung durchgeführt wurde. Dabei wurden 18 Bestattungen erfasst. Unter den Skeletten befanden sich keine Neugeboren oder Kleinkinder. Der Anteil der Nichterwachsenen war sehr niedrig. Es fanden sich nur ein älteres Kind und ein Jugendlicher. Der Hauptteil der Bestatteten waren über 40 Jahre alt. Es waren neun Männer und vier Frauen. Bei fünf Skeletten konnte das Geschlecht nicht bestimmt werden. An den Knochen ließen sich etliche krankhafte Veränderungen nachweisen. Ein 25–40 Jahre alter Mann hatte chronische Osteomyelitis am rechten Unterkiefer. Ein Mann von 20–25 Jahren hatte an der linken hinteren Schädelseite eine etwa 5 cm lange Hiebverletzung mit Perforation des Knochens, an die sich eine Berstungsfraktur von 3,5 cm Länge anschloss. Offenbar wurde die Verwundung einige Zeit überlebt, da sich erste Heilungsspuren an den Knochenkanten nachweisen ließen. Dies belegte eine Pflege und Versorgung des Verletzten im Spital. Das Katharinenspital hatte überwiegend die Funktion eines Pfründnerhauses, was erklärt, dass vorherrschend ältere Bestattete gefunden wurden.[49]
- Aus der Zeit des Dreißigjährigen Krieges stammt der wenig schmeichelhafte Beiname der Forchheimer, „Mauerscheißer“, die auf diese Weise demonstrierten, dass noch genug zu essen in der Stadt vorhanden und die Belagerung daher sinnlos war.
- Forchheim war wegen seines Wasserreichtums bei Belagerungen strategisch wichtig für die Versorgung des (katholischen) Bamberger Gebietes. Durch die Stationierung vieler Soldaten, die mit den Forchheimern auf engstem Raum zusammenlebten, konnten sich leicht Seuchen ausbreiten. Forchheim erwarb sich den Ruf, Besucher würden, wenn überhaupt, von Krankheiten gezeichnet zurückkehren. In Franken hielt sich die Redewendung, kranke oder blässliche Menschen sähen aus „wie der Forchheimer Tod“ oder „wie der Tod von/aus Forchheim“.
- Der 1835 bis 1846 erbaute Ludwig-Donau-Main-Kanal führte östlich am historischen Ortskern vorbei und es entstand nördlich der Altstadt der Handelshafen Forchheim für den Güterumschlag.[50] Nur der Straßenname In der Büg, der sich von der dortigen markanten Richtungsänderung des Kanals ableitet, erinnert heute noch an den ehemaligen Hafen am Ludwigskanal. Dieser bot dank seines Bahnanschlusses an die Ludwig-Süd-Nord-Bahn bereits 1845 einen trimodalen Güterumschlag Schiff/Schiene/Straße. Verschifft wurden überwiegend regionale Forst- und Agrarerzeugnisse, Vieh, Schotter und Zement. Im Import wurden Kohle und Stähle aus dem Ruhrgebiet empfangen, sowie Maschinen und Baustoffe aus dem südlichen Franken und Kies aus dem Donauraum bezogen. 1950 wurde der Ludwigskanal aufgelassen, und in den 1960er Jahren fast vollständig mit der Bundesautobahn 73 bzw. im Stadtgebiet Forchheim mit der Adenauer-/Theodor-Heuss-/Willy-Brandt-Allee überbaut. An der Stelle des ehemaligen Handelshafens befindet sich heute ein Einkaufszentrum. Erhalten geblieben ist nur das unmittelbar östlich gelegene Schleusenwärterhaus der Schleuse 93, das unter Denkmalschutz steht.[51]
- Im Jahr 1961 wurde der Hollywoodfilm Stadt ohne Mitleid mit Christine Kaufmann und Kirk Douglas größtenteils in Forchheim gedreht.[52]